# 카나카나부어
카나카나부어(Kanakanavu)는 대만 원주민의 하나인 카나카나부족이 사용하는 오스트로네시아어족 타이완 제어의 언어이다. 언어학적으로 사아로아어와 가까우며 간혹 남부 초우어군(Southern Tsouic)이라는 분류로 함께 묶인다.
카나카나부족은 오늘날 대만 가오슝시 나마샤구의 마야(瑪雅, Maya)와 타카누아(達卡努瓦, Takanua)라는 2개 마을에 거주하고 있다. 언어는 사멸 직전으로, 2012년 인구조사에서 4명의 화자만이 확인되었다.